# Ramada Worldwide

Das Logo der Kette

RAMADA Worldwide ist eine amerikanische Hotelkette.  Die Marke ist Bestandteil der Wyndham-Worldwide-Hotelgruppe, die mit ihren rund 6500 Hotels und mit insgesamt über einer halben Million Zimmern zu den größten Hotelkonzernen der Welt zählt. Ramada stellt mit rund 880 Hotels und ca. 106.000 Zimmern weltweit rund 14 % des Hotelportfolios von Wyndham Worldwide. „Ramada“ ist Spanisch, bedeutet wörtlich „mit Ästen versehen“ (von „rama“ = Ast eines Baumes) und ist eine Bezeichnung für einen schattigen Rastplatz am Rande des Weges.

## Geschichte
Im Jahr 1954 eröffnete eine Gruppe von Investoren ein Motel in Flagstaff, Arizona (USA) und gab sich fünf Jahre später, 1959, den Namen „Ramada“ und verkaufte ihre erste Franchise-Lizenz.
Im Jahr 1963 betrieb Ramada 40 Hotels und eröffnete 1971 das erste Hotel außerhalb der USA in Québec, Kanada sowie 1973 das erste europäische Hotel in Brüssel, Belgien. Die Anzahl der Hotels steigt auf 500. Im Jahr 1981 eröffnete Ramada die ersten „Ramada Renaissance Hotels“ in Denver (USA) und Hamburg (Deutschland). Zwei Jahre später, 1983, wurden die 35 Ramada-Hotels außerhalb der USA unter „Ramada International“ zusammengefasst. Diese Kette wurde 1985 verantwortlich für die Ramada-Renaissance-Hotels. Ramada kaufte 1987 Roadways Inns International.
Im Jahr 1989 teilte sich das Unternehmen in eine Hotel- und eine Casinogesellschaft – New World Hotels Holding Ltd Hong Kong kaufte die Hotelsparte Ramada-&-Renaissance-Hotels. Ein Jahr später, 1990 verkaufte New World seine Lizenzrechte für die USA an Prime Motor Inn; Hospitality Franchise Systems (Cendant Corporation) wenig später diese Rechte von Prime Motor Inns. Im Jahr 1991 betrieb Ramada International 110 Hotels in 36 Ländern. Ein Jahr darauf, 1992, verkaufte New World seine Lizenzrechte für Kanada an Trans-America Inc. Später kaufte Cendant diese. 1993 wurde „Renaissance Hotels & Resorts“ eingeführt, und Ramada International verwaltete 72 Hotels in 40 Ländern. Schließlich kaufte im Jahr 1996 Marriott International die New World, so dass 1997 Renaissance Hotels & Resorts eine Marriott-Marke wurden, wobei die Mehrzahl der Ramada Hotels in „Courtyard by Marriott“ umbenannt wurden und sich das Portfolio von Ramada International auf 26 Hotels weltweit reduzierte.
Im Jahr 1999 trennte sich die Unternehmensgruppe Dr. Baumhögger in Deutschland von Ramada International. Ramada entfernte „Ramada Garni“ aus seinem Portfolio. Ramada International führte Ramada Plaza als Eliteprodukt ein und gab sich eine neue Unternehmensidentität. Im Jahr 2000 wurde Treff Hotels Partner für Ramada in Deutschland, das Niedrigpreisprodukt Ramada Encore wird eingeführt. Ein Jahr später, 2001 wurde Jarvis Hotels Partner für Ramada in Großbritannien. Im Jahr 2004 verkaufte Marriott Ramada International und alle Rechte am Namen Ramada an Cendant, den Rechteinhaber für Nordamerika. Die einzelnen Namensrechte blieben getrennt. Cendant brachte die Hotelsparte im Jahr 2006 als „Wyndham Worldwide“ an die Börse; Wyndham Worldwide gewann Corinthia Hotels als Partner für seine Marken „RAMADA“ und „Wyndham Hotels“.

## Hotels
In den USA und Kanada ist Ramada mit folgenden Marken vertreten:
- RAMADA Plaza
- RAMADA Hotel
- RAMADA Inn
- RAMADA Limited

Außerhalb von Nordamerika ist Ramada mit folgenden Marken vertreten:
- RAMADA Plaza (Voll-Service Hotels, mittlere bis gehobene Preiskategorie)
- RAMADA Hotel (Hotels, die sich bevorzugt in bedeutenden Städten oder Geschäftsvierteln befinden)
- RAMADA Resort (Hotels mit dem Schwerpunkt Urlaub und Erholung)
- RAMADA Encore (Hotels für preisbewusste Kunden mit zweckmäßiger Einrichtung)

## Ramada in Deutschland
Von 2000 bis 2014 war die Hospitality Alliance AG Deutschland (heute H-Hotels AG) aus Bad Arolsen der exklusive Partner in Deutschland und der Schweiz für die Entwicklung der Marke „RAMADA“. Im Frühjahr 2017 wurden alle durch die H-Hotels AG betriebenen Hotels auf die eigenen Marken der familiengeführten Hotelgruppe umgebrandet.
Seit 2007 nehmen die Ramada-Hotels in Deutschland auch am Wyndham-Kundenbindungsprogramm teil.